# Гуанигуанико
Гуанигуанико (исп. Guaniguanico) — горный массив на острове Куба, на территориях провинций Пинар-дель-Рио и Артемиса. Вторая по значимости горная система Кубы, после хребта Сьерра-Маэстра.
Массив разделён рекой Рио-Сан-Диего на две части — Сьерра-дель-Росарио на востоке и Сьерра-де-лос-Органос на западе. В длине составляет около 160 километров. Массив начинается у города Гуане на западе провинции Пинар-дель-Рио и завершается в Альтурас де Мариэль, близ Мариэль в провинции Артемиса. 
Самый высокая гора — пик Пан-де-Гахайбон в 699 метров над уровнем моря, находится между муниципалитетами Байа-Онда и Ла-Пальма. Массив является символом западной Кубы.
Гуанигуанико включает в себя долину Виньялес и другие достопримечательности такие, как водопады Сальто-де-Сороа и природный заповедник Лас-Террасас.